# DTF (ウェブサイト)
DTF（ディーティーエフ）は、コンピュータゲームを扱ったロシアのウェブサイト。2016年まで、ゲーム開発が中心のコンテンツだった。2016年以降は、ネットワーク「Комитет」に加盟し、ゲームやその他のエンターテインメントを扱うオンライン新聞となった。
2023年のデータによると、サイトのアクセス数は月間約600万である。閲覧者のほとんどはロシアに住んでおり、閲覧者の平均年齢は25歳から34歳である。